# Kokosovo mlijeko
Kokosovo mlijeko neprozirna je, mliječnobijela tekućina koja se dobiva iz naribane pulpe zrelih kokosovih oraha. Neprozirnost i bogat okus kokosovog mlijeka duguje se visokom udjelu ulja, od čega su većina zasićene masti. Kokosovo mlijeko tradicionalni je sastojak hrane koji se koristi u: jugoistočnoj Aziji, Oceaniji, južnoj Aziji i istočnoj Africi. Također se koristi za kuhanje na Karibima, u tropskoj Latinskoj Americi i zapadnoj Africi, gdje su kokosi uvedeni tijekom kolonijalne ere.
Kokosovo mlijeko dijeli se u podvrste na temelju sadržaja masti. Može se podijeliti: u kokosovo vrhnje (ili gusto kokosovo mlijeko) s najvećim udjelom masti; kokosovo mlijeko (ili rijetko kokosovo mlijeko) s najviše oko 20% masti; i kokosovo obrano mlijeko sa zanemarivim udjelom masti. Ova se terminologija ne koristi uvijek kod komercijalnoga kokosova mlijeka koje se prodaje u zapadnim zemljama.
Kokosovo mlijeko također se može koristiti za proizvodnju zamjena za mlijeko (diferenciranih kao "napitci od kokosovog mlijeka"). Ovi proizvodi nisu isti kao obični proizvodi od kokosovog mlijeka koji su namijenjeni za kuhanje, a ne za piće. Zaslađeni, prerađeni proizvod od kokosovog mlijeka iz Portorika poznat je i kao krema od kokosa. Koristi se u mnogim desertima i pićima kao što je piña colada, iako nije isto kao vrhnje od kokosa.
U porciji od 100 mililitara, kokosovo mlijeko sadrži 230 kalorija i sastoji se od: 68% vode, 24% ukupne masti, 6% ugljikohidrata i 2% bjelančevina. Sastav masti uključuje 21 gram zasićene masti, od čega je polovica laurinska kiselina.
Kokosovo mlijeko bogat je izvor (20% ili više dnevne vrijednosti, DV) mangana (44% DV na 100 g) i adekvatan izvor (10-19% DV na 100 g) fosfora, željeza i magnezija, bez drugih nutrijenata u značajnom sadržaju.

## Galerija
- Izrada kokosovog mlijeka
- Kokosovo mlijeko u posudi.
- Proizvodnja kokosovog mlijeka.
- Kokosov orah iz kojeg se dobiva kokosovo mlijeko.